# El Tintal
El Tintal è un sito archeologico della civiltà Maya situato nella regione di Petén in Guatemala, a circa 25 km a nord-est della città moderna di Carmelita, con insediamenti datati intorno al periodo Preclassico e Classico. Si trova vicino ai siti di El Mirador (20 km a nord), al quale era collegato tramite un Sacbé, e Nakbé (20 km a nord-est). El Tintal è uno dei quattro maggiori siti del nord del Petén. El Tintal possiede monumenti datati al medio preclassico simili a quelli di El Mirador, Nakbé e Wakna.
Il sistema di strade che collega i siti di El Tintal, El Mirador e Nakbé mostrano che esisteva un sistema ingegneristico abbastanza elaborato nel Preclassico.
Le prime ricerche intensive sono state effettuate nel 2004, quando il progetto del bacino Mirador iniziò i primi scavi.

## Luogo
El Tintal si trova in una zona remota, coperta ancora da foresta pluviale e accessibile solo tramite mulattiere. Il sito occupa una collina, con quattro zone paludose all'interno del nucleo.

## Occupazione
L'analisi delle ceramiche rivela che El Tintal era occupato fin dal Tardo Preclassico (300 a.C. - 150 d.C.) e nel Tardo Classico. Le ceramiche trovate sono di un tipo visto anche nel bacino di Mirador, ma ve ne sono anche di diverso tipo, che giustificano l'esistenza di una diversità culturale che aumentò quando i livelli della popolazione calarono dopo il Preclassico.

## Storia moderna
El Tintal venne visitato per la prima volta da Heinrich Berlin negli anni 50. Nel 1990 Richard D. Hansen effettuò scavi attorno alla stele 1.
Il sito è stato razziato diverse volte. I razziatori hanno scavato molti sepolcri e hanno lasciato i resti umani, le ceramiche e le cose di poco valore sparpagliati nel sito.

## Il sito
Il Mirador Basin Project ha fatto mappe della zona attorno ai monumenti di El Tintal. Larghe strade connettevano varie parti del sito, oltre a connettere l'intera città con altri siti del bacino Mirador.
Due dei maggiori edifici di El Tintal sono strutture triadiche (El Pavo sopra i 40 metri, e Catzin 50 metri), una innovazione del periodo Preclassico con una struttura dominante affiancata da altri due edifici più piccoli affacciati verso l'interno, tutti sopra una piattaforma. Queste strutture sono state pesantemente saccheggiate. Gli scavi dei razziatori non hanno rilevato tombe o sepolcri. Una delle piramidi maggiori è una piramide triadica alta 44 metri con una base rettangolare che misura 105 per 78 metri. Nella zona nord si trovano altre due grandi piramidi denominate Henequén (struttura tronca che sfiora i 50 metri) e La Partida.
Il sito venne esplorato sotto la direzione di Richard D. Hansen nel 1990. Vennero effettuati scavi su una delle fosse scavate dai razziatori. Lo scavo aveva reso evidente una stele di colore rossastro, rotta. I resti della stele si trovavano sopra un pavimento di stucco.
Nel sito si trova anche il campo da gioco della palla più grande nelle terre basse Maya.

### Complesso Mano de León
Questo complesso è il centro civico della città. È completamente circondato da un canale scavato nel terreno, largo in media 15 metri, profondo fino a 8 metri, per una lunghezza totale di 2,2 km. Questo era stato fatto per ragioni di difesa, anche se forse aveva anche altre funzioni, come, per esempio, per trasportare acqua o per marcare un confine.
Il complesso Mano de León è quello che è stato maggiormente razziato nella città, con 945 buche scavate. Nell'acropoli centrale svetta una piramide triadica denominata El Pavo, alta ben più di 40 metri.

#### Stele 1
La Stele 1 di El Tintal, intagliata in roccia arenaria, è stata scoperta sepolta all'interno di una struttura. La stele rimase nella piazza per secoli dopo essere stata scolpita.
La Stele 1 venne intagliata ancora qualche tempo prima del periodo Classico Iniziale, con degli elementi dei disegni precedenti. La stele è stata intenzionalmente rovinata durante il periodo Tardo Classico, come le parti rimaste intatte della stele mostrano. La stele misura 4,5 metri in altezza, 2 metri in larghezza e 0,4 metri in profondità. Venne scolpita prima della Stele 29 di Tikal, basandosi sul medesimo stile. La stele 1 di El Tintal era associata ad un altare di calcare, spostato dai razziatori. L'arenaria usata per la stele 1 proveniva probabilmente dalla regione di Altar de Sacrificios sul fiume Usumacinta, e implica un contatto culturale con quella distante zona.

### Complesso di La Isla
Questo complesso contiene la più grande piramide a El Tintal, una struttura triadica alta 50 metri e conosciuta con il nome di Catzin.

### Gruppo di Henequén
Nel complesso si trova la piramide tronca denominata Henequén alta 48-49 metri, probabilmente un osservatorio astronomico. Questo gruppo è stato pesantemente razziato, in quanto ci sono 508 scavi fatti, riportati su mappa dal Mirador Basin Project.